# Per Bolund
Per Bolund (ur. 3 lipca 1971 w Hässelby) – szwedzki polityk, parlamentarzysta, od 2014 do 2021 minister, w latach 2019–2023 współprzewodniczący Partii Zielonych.

## Życiorys
W 1996 ukończył biologię, kształcąc się na Uniwersytecie Sztokholmskim oraz na University of Stirling. W latach 2000–2002 odbywał studia doktoranckie na pierwszej z tych uczelni.
Pracował w grupie badawczej zajmującej się strategiami środowiskowymi (1997–1999) oraz jako doradca polityczny w jednym z ministerstw (2002–2006). W latach 2006–2010 po raz pierwszy zasiadał w Riksdagu. W 2010 został przedstawicielem Partii Zielonych (jako reprezentant opozycji) w administracji miejskiej Sztokholmu. W 2011 powrócił do szwedzkiego parlamentu.
Po wyborach w 2014, w których uzyskał poselską reelekcję, w utworzonym przez socjaldemokratów i zielonych mniejszościowym rządzie Stefana Löfvena objął urząd ministra ds. rynków finansowych i konsumentów. W 2018 i 2022 był wybierany na kolejne kadencje Riksdagu.
W styczniu 2019 w drugim gabinecie dotychczasowego premiera został ministrem ds. rynków finansowych i mieszkalnictwa oraz wiceministrem finansów. W maju tegoż roku zastąpił Gustava Fridolina na funkcji współprzewodniczącego swojego ugrupowania. W lutym 2021 przeszedł na funkcję ministra klimatu i środowiska (otrzymując również honorowy tytuł wicepremiera). Pozostał na dotychczasowych stanowiskach także w utworzonym w lipcu 2021 trzecim gabinecie Stefana Löfvena; zajmował je do listopada tegoż roku. W listopadzie 2023 zakończył pełnienie funkcji partyjnej. W tym samym roku zrezygnował też z zasiadania w szwedzkim parlamencie